# Етель Катерхем
Етель Катерхем (англ. Ethel Caterham; 21 серпня 1909) — британська довгожителька, вік якої підтверджено Групою геронтологічних досліджень (GRG), Книгою рекордів Гіннеса (GWR) та Групою LongeviQuest (LQ). 30 квітня 2025 року після смерті Іни Канабарро Лукас, вона стала найстарішою живою людиною у світі. Також вона є найстарішою коли небудь людиною в Великій Британії, найстарішою живою людиною в Європі, 3-ю людиною в історії Великої Британії, яка досягла 115-річчя та входить до 35 найстаріших підтверджених людей у світовій історії. Вона є останньою живою людиною яка народилася 1909 року. Її вік становить 115 років, 355 днів.

## Біографія
Етель Катерхем народилася 21 серпня 1909 року в Шиптон-Беллінджері, Гемпшир Англія. Вона була сьомою з восьми дітей, виросла в Тідворті, Вілтшир, Англія.
У 18 років вона одна три тижні подорожувала на кораблі до Індії, де у 1927 році влаштувалася нянею в британській сім'ї. Вона працювала там три роки, перш ніж повернутися до Англії.
У 1931 році Катерхем познайомилася з майбутнім чоловіком Норманом, він був майором британської армії. Пара одружилася в Солсберійському соборі, жили разом в Гемпширі, Англія.
Етель Катерхем відкрила дитячий садок для місцевих і британських дітей, де навчала англійської мови.
Одна з її сестер, Гледіс Бабілас (1897—2002) померла у віці 104 років.
Катерхем водила автомобіль до 97 років, а у віці понад 100 років постійно грала у бридж.
У серпні 2019 року королева Єлизавета II відправила їй вітальну телеграму на честь її 110 — річного ювілею. Вона отримала від королеви вітальні телеграми на честь свого століття (серпень 2009 року) та на честь 105-річчя (серпень 2014 року).
У віці 110 років у 2020 році заразилася COVID-19 під час пандемії коронавірусу. Однак вона успішно одужала, що зробило її однією з найстаріших відомих людей, які перенесли хворобу.
21 серпня 2020 року на її 111-тий день народження до неї приїхав мер з Суррей-Хіт. За тиждень до цього вона разом зі своєю внучкою дала інтерв'ю на BBC Radio Surrey.
Наразі вона живе в будинку для людей похилого віку в Еш-Вейл, Суррей, у віці 115 років, 355 днів.

## Рекорди довгожителя
- 17 травня 2023 року після смерті Ніни Вілліс із США, Етель Катерхем стала 10-ю найстарішою підтвердженою живою людиною у світі, чий вік був підтверджений.
- 4 липня 2023 року після смерті Уші Макіші з Японії, Етель Катерхем стала 8-ю найстарішою підтвердженою живою людиною у світі, чий вік був підтверджений.
- 21 серпня 2023 року Етель Катерхем стала 190-ю людиною в історії, яка досягла 114-річчя.
- 22 лютого 2024 року після смерті Едді Чекареллі, Етель Катерхем стала 6-ю найстарішою живою людиною у світі, чий вік був підтверджений.
- 23 березня 2024 року Етель Катерхем увійшла до 100 найстаріших підтверджених людей в історії.
- 2 квітня 2024 року після смерті Хуана Вісенте Переса Мори, Етель Катерхем стала 5-ю найстарішою живою людиною у світі, чий вік був підтверджений.
- 19 серпня 2024 року, після смерті Марії Браньяс Морери Етель Катерхем стала 3-ю найстарішою живою людиною у світі та найстарішою живою людиною в Європі.
- 21 серпня 2024 року Етель Катерхем стала 73-ю людиною в історії, яка досягла 115-річчя.
- 29 грудня 2024 року, після смерті Томіко Ітооки, стала 2-ю найстарішою живою людиною у світі.
- 21 січня 2025 року увійшла до 50 найстаріших верифікованих людей в історії.
- 7 квітня 2025 року стала найстарішим жителем Великобританії в історії, побивши рекорд Шарлотти Г'юз у 115 років 228 днів.
- 30 квітня 2025 року, після смерті Іни Канабарро Лукас, стала найстарішою живою людиною на Землі.